# West Clandon
West Clandon est un village du comté de Surrey en Angleterre.
Près du village se trouve la maison historique de Clandon Park House. Édifiée vers 1735 par Giacomo Leoni pour le 2e baron Onslow, elle était la siège de la famille Onslow jusqu'au milieu du XXe siècle. Le 29 avril 2015, elle fut gravement endommagée par un incendie.